# Platanus acerifolia
Platanus x acerifolia - јаворолисни платан је дрвенаста врста из рода платана (Platanus). Сматра се да је хибридна врста, настала у Енглеској 1640. године субспонтаним укрштањем источног платана (Platanus orientalis) и западног платана (Platanus occidentalis). У литератури се овај платан назива још и лондонски платан или шпански платан.

## Опис врсте
Јаворолисни платан је високо листопадно дрво широке крошње, које расте у висину до 35 m, са деблом пречника до 2,3 m. Кора грана и дебла је обично светла, глатка и љушти се у већим, танким љуспама. Листови су дебели и чврсти, широки 12–25 cm, на дугим петељкама, са наличја голи. Режњевити су, са 3-5 режњева, неједнако назубљених или целог обода. Средњи режањ је нешто дужи од ширине. Распоређени су спирално на гранама. Подсећају на листове јавора, па је врста по томе и добила име. На пролеће, млади листови су прекривени танким слојем длака који постепено нестаје, па је лишће до краја лета без длака. Цветови су распоређени у виду главичасте цвасти на дугим дршкама. Једнополни су и неугледни, мушки цветови су жутозелени, а женски црвенкасти. Опрашују се ветром. Скупни плод је лоптаст, пречника око 3 cm, најчешће висе по две (ређе 1 или 3) лоптице на дугим дршкама. Састављене су од великог броја ахенија. Ахеније су ситне и клинолике, са длачицама (чуперком) око микропиле. Размножава се генеративно и вегетативно, али због слабе клијавости семена чешће је вегетативно размножавање. резнице се узимају током марта и априла и могу се ожиљавати без хормона.

## Услови станишта
Јаворолисни платан је брзорастућа врста. Добро успева на свежем, алувијалном земљишту. Отпорнији је на ниске температуре од источног платана. Отпоран је на прашину и аерозагађење у градским условима.
Осетљиви су на нападе гљиве Apiognomonia veneta која изазива пламењачу лишћа и младара и изумирање гранчица и грана платана, болест познату као антракноза. Осим антракнозе јаворолисни платан нападају и бројне друге гљиве, које изазивају болести лишћа и избојака, болести коре (некрозе коре и рак ране), и трулеж дрвета (између осталих Armillaria mellea и Fomes fomentarius). Поред различитих врста гљива листове платана нападају и америчке мрежасте стенице (Corythucha ciliata).

## Значај у озелењавању
Јаворолисни платан се веома често среће у градским парковима и дрворедима. Због велике отпорности на загађења идеалан је за садњу у урбаним зонама, па се сврстава међу врсте које имају највише могућности да се гаје у градовима.

### Варијетети и форме
- Platanus acerifolia 'Columbia' - форма отпорна на антракнозу платана[8]
- Platanus acerifolia 'Bloodgood'[9]

## Галерија
- Хабитус
- Кора дебла и старијих грана
- Лист платана
- Лист и плод платана, парк у Нишкој тврђави
- Јесења боја лишћа
- Јесењи ефекат
- Дрворед платана у Сан Франциску

## Јаворолисни (лондонски) платан у Србији
Јаворолисни или лондонски платан и у Србији је једна од веома често коришћених дрвенастих врста на зеленим површинама. Као парковска врста садио се у време подизања првих паркова, а чест је и у дрворедима.
Једно од најпознатијих стабала ове врсте свакако је чувени Платан код Милошевог конака, споменик природе ботаничког карактера који се налази у Топчидеру испред Конака кнеза Милоша. Овај платан се одликује великим обимом стабла и разгранатом крошњом. Стар је око 180 година, а сматра се да је посађен током изградње конака, око 1830. године. Висина стабла је 34 метра и гране су подупрте са 17 металних стубова које их држе и спречавају савијање и ломљење. Распон круне дрвета је 49 метара. Површина сенке коју прави платан је 1.885 м². Године 1979. дрво је заштићено законом, као споменик природе ботаничког карактера III категорије.
Међу чувене београдске платане могу се сврстати и они у дрвореду дуж Булевара краља Александра, због чије су сече током 2010. године неколико месеци трајали грађански протести. Платани су ипак посечени, а на њихово место посађене су нове саднице исте врсте, одгајане у расадницима управо за ту намену - као дрворедна стабла.
Још један платан заштићен као споменик природе је и Платан у Сремским Карловцима, који се налази у порти цркве Светих Петра и Павла. Верује се да је садница, донета из Беча, посађена недуго по изградњи цркве, крајем 18. века.
Под заштитом као споменик природе је и Стабло платана на месту званом Мараш у Призрену. Овај платан висине 18 метара под заштитом је од 1959. године.
Осим ових платана у Србији су, као споменик природе заштићена и друга древна стабала лондонског платана, највише на територији Војводине, два у Београда (укључујући и платан испред Милошевог конака) и једно у Великом Градишту (Источна Србија).